# Argenté de Saint Hubert
L'argenté de Saint-Hubert est une race de lapin domestique issue du croisement entre des lapins riches ou argentés de Champagne et des lapins lièvres belges. Ce lapin à la robe argenté gris garenne est assez rare.

## Description
L'argenté de la Saint-Hubert est un lapin de taille moyenne qui pèse 4 à 5 kg à l'état adulte. Il possède une robe argentée caractérisée par des poils gris garenne à pointe blanche. Cette argenture n'est pas présente sous le menton, sous le ventre, sur la queue ni sur le bord des oreilles qui reste noir. C'est un lapin à la tête plutôt forte, au corps compact, arrondi et massif et au dos arqué. La femelle porte parfois un fanon. Ses yeux sont de couleur brun foncé. Ses oreilles velues mesurent entre 12 et 14 cm.

## Diffusion
Les effectifs de ce lapin sont très faibles. On ne compte que neuf éleveurs officiels qui détiennent environ 50 reproducteurs.